# Мужская сборная Аргентины по хоккею на траве
Мужская сборная Аргентины по хоккею на траве (англ. Argentina men's national field hockey team, исп. Selección masculina de hockey sobre césped de Argentina; прозвище «Львы», исп. Los Leones) — мужская сборная по хоккею на траве, представляющая Аргентину на международной арене. Управляющим органом сборной выступает Конфедерация хоккея Аргентины (исп. Confederación Argentina de Hockey, CAH).
Сборная участвовала во всех чемпионатах мира, начиная с самого первого в 1971 году, за исключением чемпионата мира 1998 года в Утрехте, Нидерланды; наивысшее место — 3-е на чемпионате мира 2014 года в Гааге, Нидерланды. Многократно побеждала в турнирах по хоккею на траве на Панамериканских играх. Участвовала в Олимпийских играх (лучшее достижение — победа в 2016 году).
Сборная занимает (по состоянию на 16 июня 2014) 7-е место в рейтинге Международной федерации хоккея на траве (FIH).